# 薩林鎮區 (密蘇里州佩里縣)
薩林鎮區（英語：Saline Township）是位於美國密蘇里州佩里縣的一個行政鎮區。

## 地方資料
薩林鎮區的面積為117.39平方千米，當中陸地面積為117.30平方千米，而水域面積為0.39平方千米。根據2020年美國人口普查的數據，當地共有人口1551人，而人口密度為每平方千米13.21人。